# عبد الكريم الشيخلي

عبد الكريم الشيخلي هو سياسي ودبلوماسي عراقي ولد في بغداد عام 1935. كان صديقا لصدام حسين وشريكه لفترة تزيد عن عشرين عاماً، وقد نفذ خلالها عدداً من المهام الخاصة. درس في كلية الطب، ويتهم بأنه كان يستخدم معلوماته الطبية في قضايا التعذيب كأن يأمر المريض المصاب بالسل بأن يبصق في أفواه المعتقلين.
شغل منصب وزير الخارجية للفترة من 31 تموز 1968 إلى 30 أيلول 1971، ثم منصب ممثل العراق في الأمم المتحدة. قام بتهريب قتلة حردان التكريتي من الكويت على طائرة خاصة عندما كان وزيراً للخارجية. اغتيل بالرصاص في 8 نيسان 1980، وكان محالاً على التقاعد.

## تصفيته
في 2008، صرح وزير الإعلام العراقي خلال فترة حكم صدام حسين حامد الجبوري في برنامج شاهد على العصر على قناة الجزيرة الفضائية في استضافة الاعلامي أحمد منصور أن المسؤول المباشر عن إغتياله هو الرئيس صدام حسين مدير مكتب العلاقات العامة (جهاز المخابرات فيما بعد) ضمن سلسلة الإغتيالات والتصفيات. مضيفا «كان الشيخلي في طريقه رفقة زوجته لدفع فاتورة الكهرباء في الأعظمية حيث توجد دائرة الكهرباء وإذا بشخص يقوم بتصفيته»